# تفنگ تک‌تیرانداز
تفنگ‌های تک‌تیرانداز، به‌عنوان یکی از پیشرفته‌ترین ابزارهای نظامی در تاریخ جنگ‌های اخیر، جایگاهی بی‌بدیل در عملیات‌های دقیق و حساس ایفا می‌کنند. این سلاح‌ها نه‌تنها از دقت بسیاری بالایی برخوردارند، بلکه طراحی آن‌ها به گونه‌ای است که قابلیت‌های راهکُنِشی تک‌تیرانداز را به حداکثر می‌رساند. از میدان‌های نبرد کلاسیک تا درگیری‌های نامتقارن، تفنگ‌های تک‌تیرانداز همواره عاملی تعیین‌کننده در تغییر موازنه قدرت بوده‌اند.  

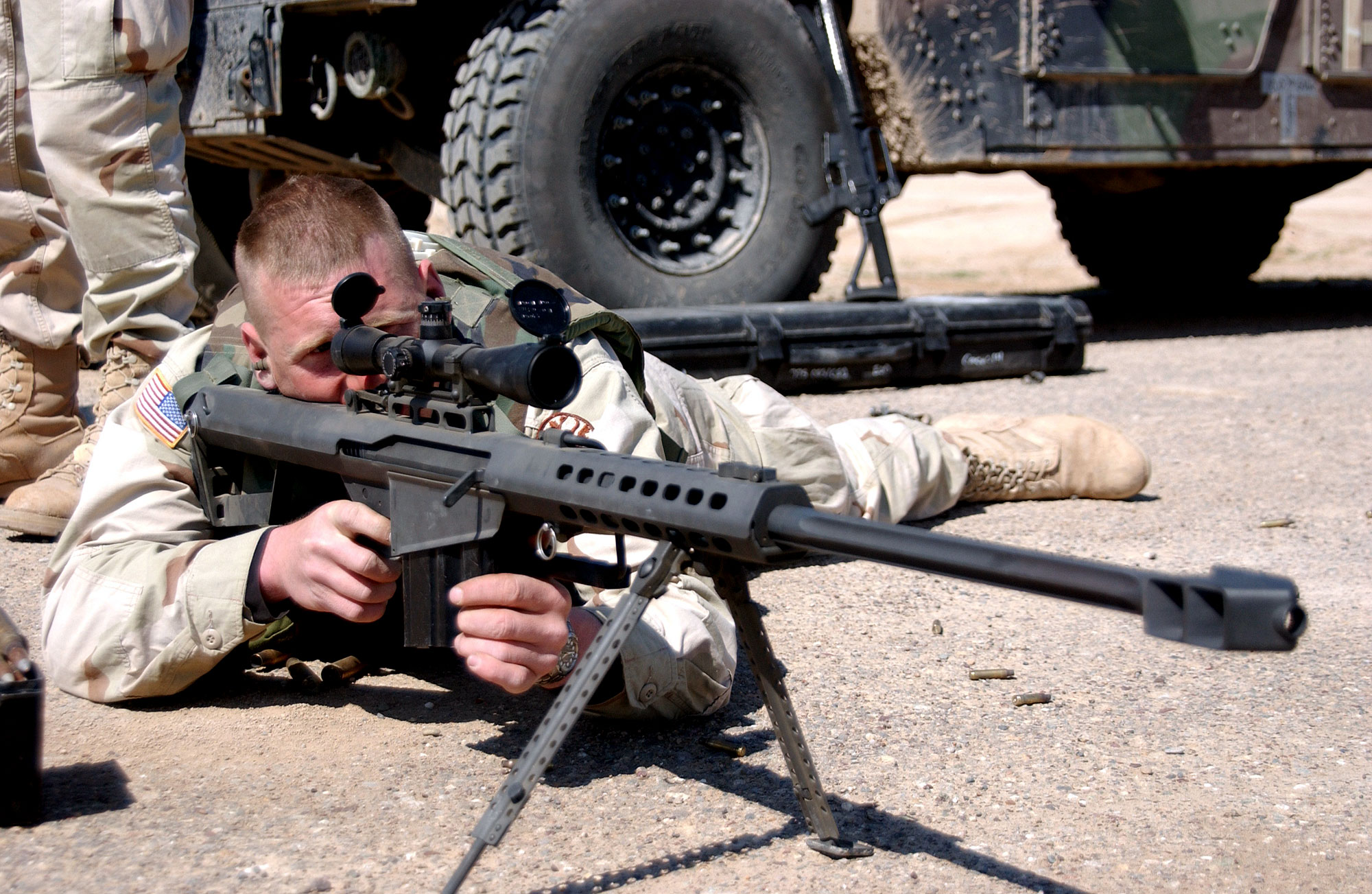
یک سرباز آمریکایی در حال تمرین با یک قبضه سلاح بارِت اِم۸۲

توسعه این سلاح‌ها پیوندی ناگسستنی با پیشرفت‌های علمی در حوزه‌های نورشناسی، مهندسی مواد و پرتابه‌شناسی دارد. یک تفنگ تک‌تیرانداز امروزی، مجهز به دوربین‌های چندعددی با قابلیت تنظیم فواصل پیچیده، لوله‌های سنگین برای کاهش لرزش و فرایندهای کاهنده صدا است. این ویژگی‌ها نه‌تنها بُرد مؤثر را افزایش می‌دهند، بلکه احتمال شناسایی تک‌تیرانداز را نیز به حداقل می‌رسانند.  

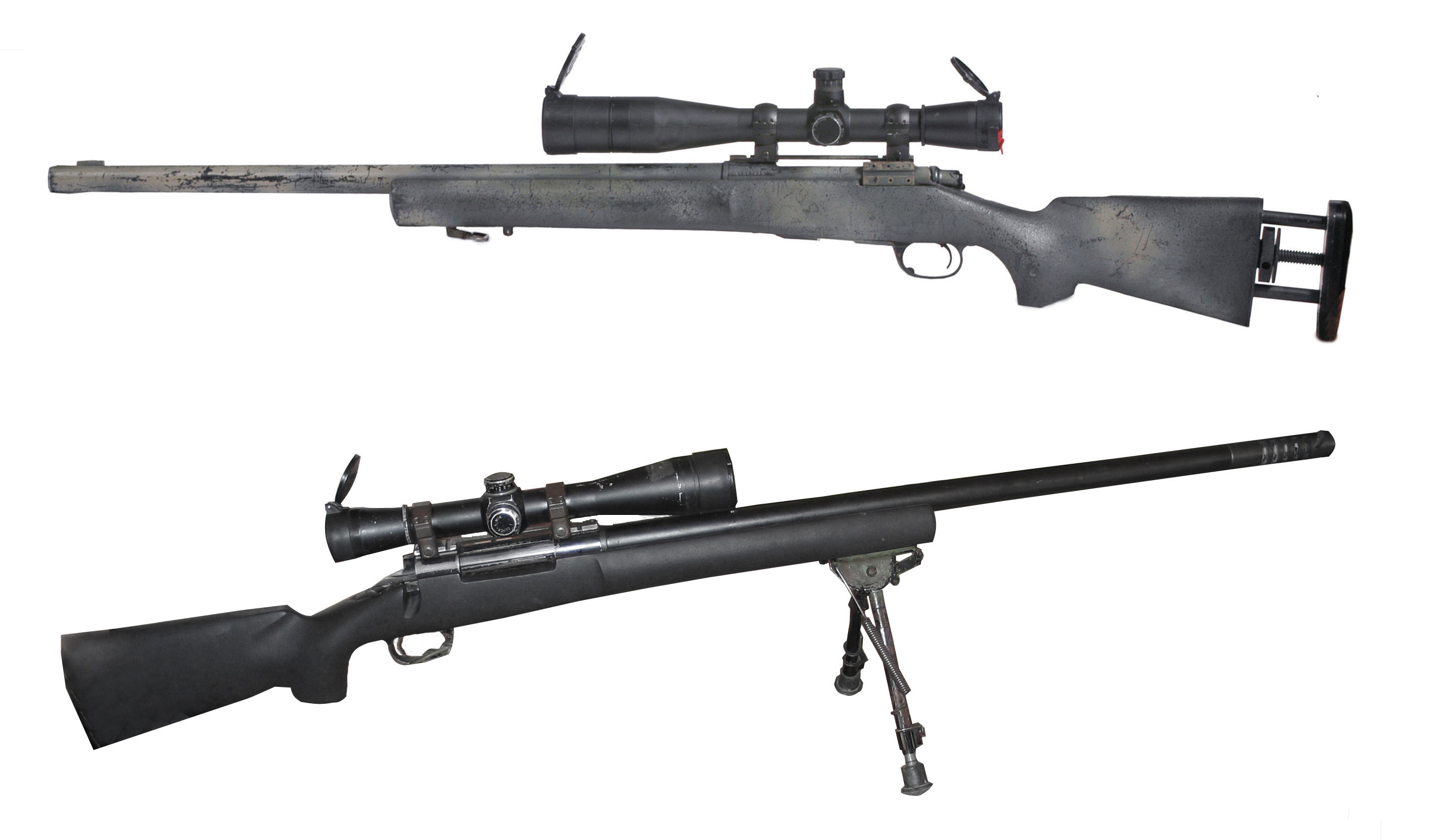
سلاح تک‌تیرانداز اِم۲۴ با گلوله کالیبر ۵۱×۷٫۶۲ میلی‌متر ناتو، که در شرایط ایده‌آل دقت ۰٫۵ دقیقه قوسی (اِم‌اُاِی) دارد، بُرد مؤثرِ معمولش ۸۰۰ متر است. اِم۲۴ از سال ۱۹۸۸ تا ۲۰۱۰ میلادی تفنگ تک تیرانداز استاندارد نیروی زمینی ایالات متحده بود.

نقش تک‌تیرانداز در میدان نبرد تنها به حذف اهداف مهم محدود نمی‌شود؛ او به‌عنوان چشم ارتش، اطلاعات حیاتی را از دشمن جمع‌آوری می‌کند. این وظیفه مستلزم مهارتی استثنایی در استتار، تحمل شرایط سخت و توانایی محاسبات سریع پرتابه‌شناسانه است. بنابراین، تفنگ تک‌تیرانداز تنها یک سلاح نیست، بلکه بخشی از یک فرایند پیچیده انسانی-فناورانه محسوب می‌شود.  

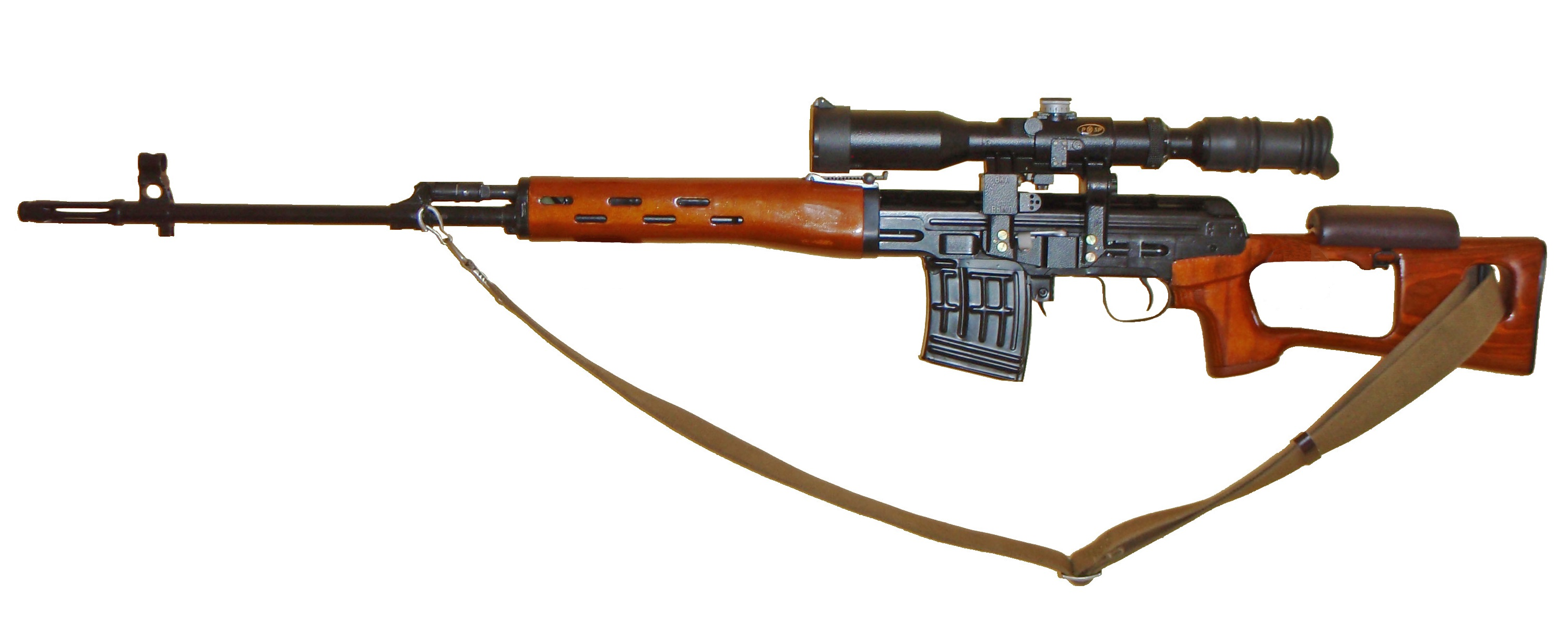
تفنگ تک‌تیرانداز معروف دراگونوف (اِس‌وی‌دی) که در جنگ ایران و عراق نیز استفاده شد.

تحولات اخیر در فناوری‌های نظامی، همچون ادغام فرایندهای هوش مصنوعی و حسگرهای پیشرفته، افق‌های جدیدی را در طراحی تفنگ‌های تک‌تیرانداز گشوده‌اند. با این حال، چالش‌های اخلاقی و حقوقی پیرامون استفاده از این سلاح‌ها در درگیری‌های شهری و غیرنظامیان، بحث‌های داغی را در محافل علمی برانگیخته است.